# Musée d'Art colonial de Bogota
Le musée d'art colonial de Bogota est un musée situé à Bogota, en Colombie. Il a été ouvert en 1942 dans un bâtiment du XVIIe siècle qui abritait auparavant une Université fondée par les jésuites puis, après leur expulsion en 1767, la Bibliothèque royale, devenue en 1828 Bibliothèque nationale de Colombie.

## Bâtiment

### Description
Le bâtiment du Musée d'art colonial de Bogota, est l'une des plus anciennes maisons nobles de la Colombie. Construit au début du XVIIe siècle par le jésuite Pedro Pérez (1555-1638), il faisait partie du grand ensemble architectural de la Compagnie de Jésus jusqu'en 1767, siège de l'Académie Javeriana.
C'est un monument national.

### Chronologie
- Le 27 septembre 1604, s'ouvre le Collège des Jésuites.
- Le 18 octobre 1605, est signé le procès-verbal de l'érection et la fondation du Séminaire. Est mis chantier ce qui est aujourd'hui le Palais de San Carlos.
- Le 5 septembre 1620, une charte royale autorise les Jésuites à conférer les grades.
- 1622, Fondation de l'Académie Javeriana.
- 1634, Le gouvernement reconnaît l'Académie Javeriana.
- Le samedi 25 décembre 1761, est érigée une statue de Notre-Dame de la Lumière, avec peinture et pans d'argent, offerte par le vice-roi José Solís Folch de Cardona.
- Le 23 septembre 1767, les Jésuites sont expulsés.
- Le 23 octobre 1812, à huit heures, Antonio Nariño est inauguré président dictateur devant le Conseil.
- Le 9 janvier 1813, le général Francisco de Paula Santander est fait prisonnier à la bataille de San Victorino et y est enfermé.
- Le 25 décembre 1823, devient la Bibliothèque publique nationale.
- Le 4 juillet 1824, ouverture au public du Musée d'Histoire Naturelle, inauguré par le vice-président, le général Francisco de Paula Santander. Début des cours à l'École des sciences naturelles.
- 1828, le général Francisco de Paula Santander ex-vice-président est détenu comme prisonnier après la conspiration contre Bolivar.
- Le 20 janvier 1830, le Congrès Merveilleux s'installe. Discours de Simón Bolívar, choix de Antonio José de Sucre, Grand Maréchal de Ayacucho, en tant que président, et de José María Estévez, évêque de Santa Marta, en tant que vice-président.
- Le 29 avril 1830, le Congrès promulgue la Charte Admirable.
- Le 25 septembre 1831, la Convention nationale se réunit dans la chapelle militaire.
- 1832, José María Obando transfère la Bibliothèque publique à l'université.
- 1842, La chapelle devient la salle des grades de l'université, une salle d'audiences de la justice et autres manifestations publiques, tout en accueillant l'Assemblée nationale.
- 1851, La Bibliothèque subit des dommages à la suite de la Révolution.
- Du 17 avril 1854 au 21 juin 1885, elle est transformée en Quartier Général.
- 1856, Don José Jerónimo Triana lègue son herbier du Musée d'Histoire Naturelle. Logo apparaît dans la bibliothèque.
- 1871, le Musée est expulsé et ses éléments empilés dans les halls de la Bibliothèque qui a subi de graves détériorations dues à des fouilles pour la à la recherche d'un trésor.
- Le 6 août 1942, le Musée d'Art Colonial est inauguré

## Collections

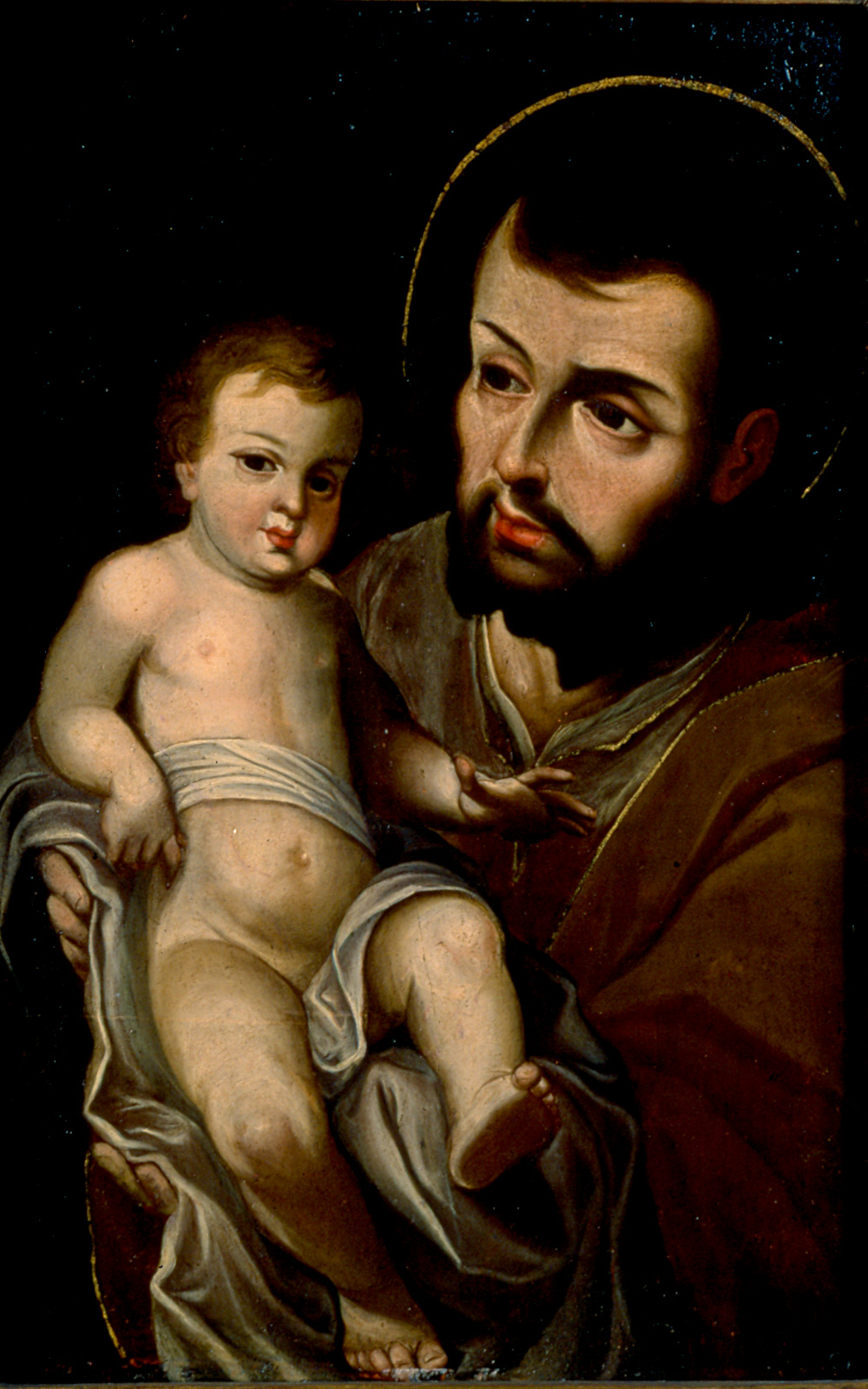
San Jose con el niño du peintre Gregorio Vásquez de Arce y Ceballos.

Le musée expose des peintures, sculptures sur bois, meubles, bijoux, livres et documents de la période coloniale (1492-1810). Une des plus collections les plus importantes du musée consiste en 76 peintures à l'huile et 106 dessins de Gregorio Vásquez de Arce y Ceballos, l'un des plus grands peintres du Nouveau Royaume de Grenade.
Il comprend également des dizaines de sculptures et de peintures de l'école de Quito par des artistes tels que Miguel de Santiago, Caspicara ou Bernardo de Legarda (en), plusieurs peintures de l'école de Cuzco, à l'est du Pérou, des médaillons en ivoire de Huamanga (Pérou), des sculptures religieuses en provenance du Mexique et l'Amérique centrale, de nombreuses peintures coloniales et des sculptures d'origine populaire de la Nouvelle Grenade, des peintures à l'huile et des dessins d'Italie, d'Espagne et de Flandre attribués au Corrège, José de Ribera ou à l'atelier de Rubens.
La collection colombienne, en plus des œuvres de Gregorio Vásquez, comprend des pièces attribuées à des artistes de la famille Figueroa, le Narvaez, Angelino Medoro, entre autres.
Une collection de porcelaine et de verre de Santa Fe de Bogota et d'Europe, des instruments de musique anciens et une collection d'argenterie et d'or coloniale, qui comprend des dizaines de chopes, des ciboires, couronnes, sceptres, des encensoirs, et d'autres objets.